# Antwerp Port Epic 2025 (mannen)
De achtste editie van de wielerwedstrijd Antwerp Port Epic vond plaats op 9 juni 2025. De 168 deelnemers moesten een parcours van 182,2 kilometer, deels over onverharde wegen en kasseistroken, in en rond Antwerpen afleggen. De wedstrijd maakte deel uit van de UCI Europe Tour, met de categorie 1.1, en de Lotto Belgium Cup. De Belg Timo Kielich versloeg de Deen Rasmus Bøgh Wallin in een sprint-à-deux. Drie seconden later sprintte Tim Merlier naar de derde plaats.

## Uitslag
| Plaats  | Naam                  | Ploeg                      | Tijd     |
| ------- | --------------------- | -------------------------- | -------- |
| Winnaar | Timo Kielich          | Alpecin-Deceuninck         | 4u12'09" |
| 2       | Rasmus Bøgh Wallin    | Uno-X Mobility             | z.t.     |
| 3       | Tim Merlier           | Soudal Quick-Step          | + 3"     |
| 4       | Laurenz Rex           | Intermarché-Wanty          | z.t.     |
| 5       | Tibor Del Grosso      | Alpecin-Deceuninck         | z.t.     |
| 6       | Luca Mozzato          | Arkéa-B&B Hotels           | z.t.     |
| 7       | Gleb Syritsa          | XDS Astana                 | z.t.     |
| 8       | Stan Van Tricht       | Alpecin-Deceuninck         | z.t.     |
| 9       | Stanisław Aniołkowski | Cofidis                    | z.t.     |
| 10      | Jens Reynders         | Wagner Bazin WB            | z.t.     |
| 11      | Joes Oosterlinck      | VolkerWessels              | z.t.     |
| 12      | Lander Loockx         | Unibet Tietema Rockets     | z.t.     |
| 13      | Michiel Hillen        | Baloise Glowi Lions        | z.t.     |
| 14      | Tobias Lund Andresen  | Picnic PostNL              | z.t.     |
| 15      | Dušan Rajović         | Solution Tech-Vini Fantini | z.t.     |
| 16      | Henrik Pedersen       | Uno-X Mobility             | z.t.     |
| 17      | Mike Teunissen        | XDS Astana                 | z.t.     |
| 18      | Francisco Galván      | Kern Pharma                | z.t.     |
| 19      | Marc Brustenga        | Kern Pharma                | z.t.     |
| 20      | Timothy Dupont        | Tarteletto-Isorex          | z.t.     |

Mannen: 2018 · 2019 · 2020 · 2021 · 2022 · 2023 · 2024 · 2025
Vrouwen: 2023 · 2024 · 2025